# Astragalus glaucops
Astragalus glaucops es una especie de planta del género Astragalus, de la familia de las leguminosas, orden Fabales.

## Distribución
Astragalus glaucops se distribuye por Irán.

## Taxonomía
Fue descrita científicamente por Hausskn. ex Bornm. Fue publicada en Beih. Bot. Centralbl. 19(2): 232 (1906).